# Список найпопулярніших каналів на YouTube
 Список найпопулярніших каналів на YouTube — перелік найпопулярніших каналів за кількістю підписників на вебсайті YouTube. У списку представлено найбільші 50 YouTube-каналів за кількістю підписників.

## Список

Індійський музичний відеоканал T-Series є каналом YouTube з найбільшою кількістю підписок, станом насерпень 2025 року 300 мільйонів підписників.

Індійський розважальний канал SET India є найбільшим підписаним розважальним каналом YouTube із 185 мільйонами підписників станом на серпень 2025 року.

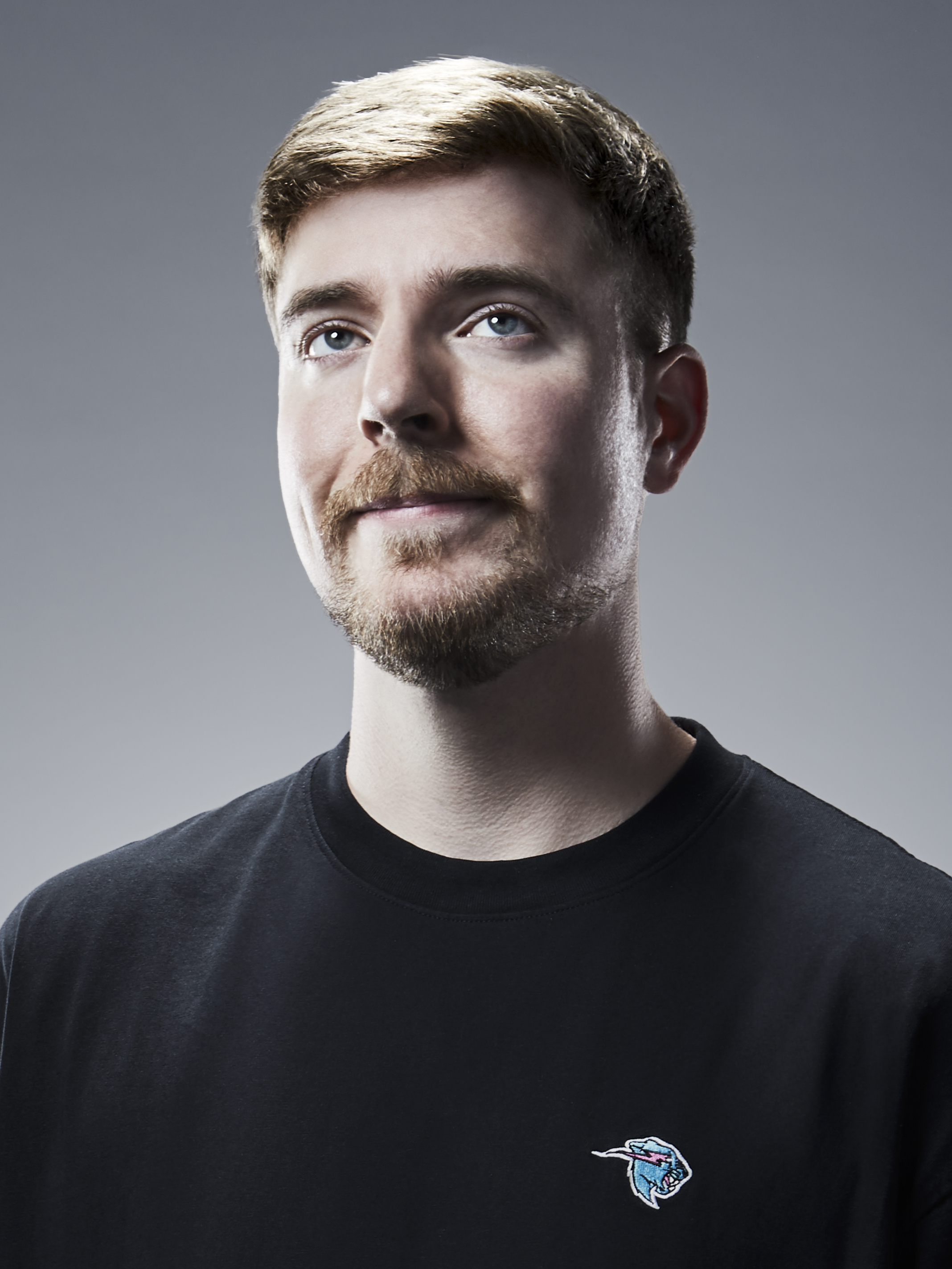
Американський ютубер MrBeast має найбільший за підписниками особистий канал і другий за кількістю підписників каналом загалом, 419мільйонами підписників станом на серпень 2025 року.

У наступній таблиці наведено п’ятдесят каналів YouTube, які мають найбільшу кількість підписників, а також основна мова та категорія вмісту кожного каналу. Канали впорядковані за кількістю підписників; ті, чия кількість підписників однакова, відображаються таким чином, щоб канал, поточний темп зростання якого вказує на те, що його кількість підписників перевищуватиме кількість підписників іншого каналу, відображатиметься першим. Автоматично створені канали, у яких немає власних відео (наприклад, Музика та Новини), і канали, які фактично застаріли в результаті перенесення їх вмісту (наприклад, JustinBieberVEVO і RihannaVEVO), виключаються. Станом на серпень 2025 року 21 із 50 перелічених каналів в основному випускає контент англійською мовою, а 15 — переважно гінді. 
| №  | Назва                       | Посилання | Компанія? | Підписники (млн) | Основна мова | Категорія | Країна          |
| -- | --------------------------- | --------- | --------- | ---------------- | ------------ | --------- | --------------- |
| 1  | MrBeast                     | Посилання | Ні        | 419              | англійська   | Розваги   | США             |
| 2  | T-Series                    | Посилання | Так       | 300              | гінді        | Музика    | Індія           |
| 3  | Cocomelon - Nursery Rhymes  | Посилання | Так       | 196              | англійська   | Навчання  | США             |
| 4  | SET India                   | Посилання | Так       | 185              | гінді        | Розваги   | Індія           |
| 5  | Kids Diana Show             | Посилання | Так       | 122              | англійська   | Розваги   | США/ Україна    |
| 6  | Vlad and Niki               | Посилання | Ні        | 117              | англійська   | Розваги   | Росія/ США      |
| 7  | Like Nastya                 | Посилання | Ні        | 115              | англійська   | Розваги   | Росія/ США      |
| 8  | PewDiePie                   | Посилання | Ні        | 111              | англійська   | Розваги   | Швеція/ Японія  |
| 9  | Zee Music Company           | Посилання | Так       | 107              | гінді        | Музика    | Індія           |
| 10 | WWE                         | Посилання | Так       | 101              | англійська   | Спорт     | США             |
| 11 | Goldmines                   | Посилання | Так       | 96.5             | гінді        | Фільми    | Індія           |
| 12 | Blackpink                   | Посилання | Ні        | 93.7             | корейська    | Музика    | Південна Корея  |
| 13 | Sony SAB                    | Посилання | Так       | 91.7             | гінді        | Розваги   | Індія           |
| 14 | ChuChu TV                   | Посилання | Так       | 91.1             | гінді        | Навчання  | Індія           |
| 15 | Pinkfong                    | Посилання | Так       | 80.7             | англійська   | Навчання  | Південна Корея  |
| 16 | 5-Minute Crafts             | Посилання | Так       | 80.6             | англійська   | How-to    | Кіпр/ Росія     |
| 17 | Zee TV                      | Посилання | Так       | 80               | гінді        | Розваги   | Індія           |
| 18 | BANGTANTV                   | Посилання | Ні        | 78               | корейська    | Музика    | Південна Корея  |
| 19 | Hybe Labels                 | Посилання | Так       | 74.8             | корейська    | Музика    | Південна Корея  |
| 20 | Джастін Бібер               | Посилання | Ні        | 72.9             | англійська   | Музика    | Канада          |
| 21 | Colors TV                   | Посилання | Так       | 72.3             | гінді        | Розваги   | Індія           |
| 22 | Shemaroo Filmi Gaane        | Посилання | Так       | 68.3             | гінді        | Музика    | Індія           |
| 23 | T-Series Bhakti Sagar       | Посилання | Так       | 67.5             | гінді        | Музика    | Індія           |
| 24 | Canal KondZilla             | Посилання | Так       | 67.1             | Portuguese   | Музика    | Бразилія        |
| 25 | Tips Official               | Посилання | Так       | 65.7             | гінді        | Розваги   | Індія           |
| 26 | El Reino Infantil           | Посилання | Так       | 64               | Spanish      | Музика    | Аргентина       |
| 27 | Aaj Tak                     | Посилання | Так       | 63.8             | гінді        | Новини    | Індія           |
| 28 | Infobells мовою гінді       | Посилання | Так       | 61.9             | гінді        | Навчання  | Індія           |
| 29 | Wave Music                  | Посилання | Так       | 61.7             | Bhojpuri     | Музика    | Індія           |
| 30 | MovieClips                  | Посилання | Так       | 61.2             | англійська   | Фільми    | США             |
| 31 | Dude Perfect                | Посилання | Ні        | 60.2             | англійська   | Спорт     | США             |
| 32 | Sony Music India            | Посилання | Так       | 60               | гінді        | Музика    | Індія           |
| 33 | YRF                         | Посилання | Так       | 59.7             | гінді        | Музика    | Індія           |
| 34 | Eminem                      | Посилання | Ні        | 59.6             | англійська   | Музика    | США             |
| 35 | Тейлор Свіфт                | Посилання | Ні        | 58.9             | англійська   | Музика    | США             |
| 36 | Marshmello                  | Посилання | Ні        | 57.1             | англійська   | Музика    | США             |
| 37 | LooLoo Kids                 | Посилання | Так       | 56.7             | англійська   | Музика    | Румунія         |
| 38 | BillionSurpriseToys         | Посилання | Так       | 56.6             | англійська   | Розваги   | США             |
| 39 | Toys and Colors             | Посилання | Ні        | 55.3             | англійська   | Розваги   | США             |
| 40 | ZamZam Electronics Training | Посилання | Ні        | 55.1             | арабська     | Розваги   | ОАЕ             |
| 41 | Ед Ширан                    | Посилання | Ні        | 54.6             | англійська   | Музика    | Велика Британія |
| 42 | Влад A4                     | Посилання | Ні        | 54.2             | російська    | Розваги   | Бельгія         |
| 43 | Аріана Ґранде               | Посилання | Ні        | 54.1             | англійська   | Музика    | США             |
| 44 | HAR PAL GEO                 | Посилання | Так       | 53.5             | урду         | Розваги   | Пакистан        |
| 45 | ARY Digital HD              | Посилання | Так       | 53.4             | урду         | Розваги   | Пакистан        |
| 46 | Shemaroo                    | Посилання | Так       | 53.3             | гінді        | Розваги   | Індія           |
| 47 | Марк Робер                  | Посилання | Ні        | 52               | англійська   | Розваги   | США             |
| 48 | Stokes Twins                | Посилання | Ні        | 51               | англійська   | Розваги   | США             |
| 49 | Get Movies                  | Посилання | Так       | 50.5             | російська    | Розваги   | Росія           |
| 50 | Біллі Айліш                 | Посилання | Ні        | 50.5             | англійська   | Музика    | США             |
|    | Станом на 23 травня 2024    |           |           |                  |              |           |                 |

1. ↑   TheSoul Publishing наразі базується на Кіпрі; спочатку воно було засноване в Росії і досі перебуває у російській власності.[13]

## Історичний розвиток каналів з найбільшою кількістю підписників
У наступній таблиці перераховано 19 окремих запусків як каналів YouTube з найбільшою кількістю підписників, записаних з травня 2006 року. Враховано лише ті, що тривали щонайменше 24 години. 11 різних каналів утримували цю позицію, причому PewDiePie утримував цей титул рекордні чотири рази. На другому місці — Smosh, який утримував його тричі, а третє місце поділили між собою nigahiga, T-Series та канал компанії YouTube, які утримували його двічі кожен.
| Назва каналу             | Дата досягнення  | Проведено днів | Джерела                     |
| ------------------------ | ---------------- | -------------- | --------------------------- |
| Smosh (1)                | 17 травня 2006   | 18             | [ 14 ] [ 15 ]               |
| Джадсон Лайпплі          | 4 червня 2006    | 29             | [ 16 ] [ 17 ] [ 18 ]        |
| Brookers                 | 3 липня 2006     | 45             | [ 19 ] [ 20 ] [ 21 ]        |
| geriatric1927            | 17 серпня 2006   | 26             | [ 22 ] [ 23 ]               |
| lonelygirl15             | 12 вересня 2006  | 226            | [ 24 ] [ 25 ] [ 26 ] [ 27 ] |
| Smosh (2)                | 26 квітня 2007   | 517            | [ 15 ] [ 28 ]               |
| nigahiga (1)             | 24 вересня 2008  | 12             | [ 29 ] [ 30 ]               |
| FЯED                     | 6 жовтня 2008    | 318            | [ 30 ] [ 31 ]               |
| nigahiga (2)             | 20 серпня 2009   | 675            | [ 29 ] [ 32 ] [ 33 ]        |
| Рей Вільям Джонсон       | 26 червня 2011   | 564            | [ 34 ] [ 35 ] [ 36 ]        |
| Smosh (3)                | 12 січня 2013    | 215            | [ 15 ] [ 37 ] [ 38 ]        |
| PewDiePie (1)            | 15 серпня 2013   | 79             | [ 39 ] [ 40 ]               |
| YouTube Spotlight (1)    | 2 листопада 2013 | 36             | [ 41 ] [ 42 ] [ 43 ]        |
| PewDiePie (2)            | 8 грудня 2013    | 4              | [ 44 ] [ 45 ]               |
| YouTube Spotlight (2)    | 12 грудня 2013   | 11             | [ 46 ] [ 45 ]               |
| PewDiePie (3)            | 23 грудня 2013   | 1920           | [ 47 ] [ 48 ] [ 49 ]        |
| T-Series (1)             | 27 березня 2019  | 5              | [ 53 ] [ 55 ]               |
| PewDiePie (4)            | 1 квітня 2019    | 13             | [ 54 ] [ 56 ] [ 57 ]        |
| T-Series (2)             | 14 квітня 2019   | 2306           | [ 58 ] [ 59 ]               |
| Станом на 23 травня 2024 |                  |                |                             |

## Нотатки
1. ↑  Загальна кількість каналів у списку може перевищувати п’ятдесят, якщо існує однакова кількість підписників на п’ятдесятому місці.
2. ↑  Це не слід плутати з каналами Джастіна Бібера та Ріанни, обидва з яких включені.
3. ↑  Хоча зараз він називається просто «YouTube», у 2013 році офіційний канал YouTube мав назву «YouTube Spotlight».
4. ↑  T-Series неодноразово перевершував PewDiePie за кількістю підписників, кожен з таких рекордів тривав менше 24 годин, в період з лютого по кінець березня 2019 року.[50][51][52] Перший інцидент, який тривав щонайменше 24 години, розпочався 27 березня і закінчився 1 квітня.[53][54]